# Dicționar de rime
Dicționarul de rime este un tip de dicționar specializat, menit să faciliteze scrierea de rime, permițând poetului să găsească cu ușurință cuvinte ale căror silabe finale să rimeze. În mod obișnuit, acest tip de lucrări nu oferă definiția termenilor propuși, care trebuie căutați, dacă este necesar, într-un dicționar tradițional.